# Mbini

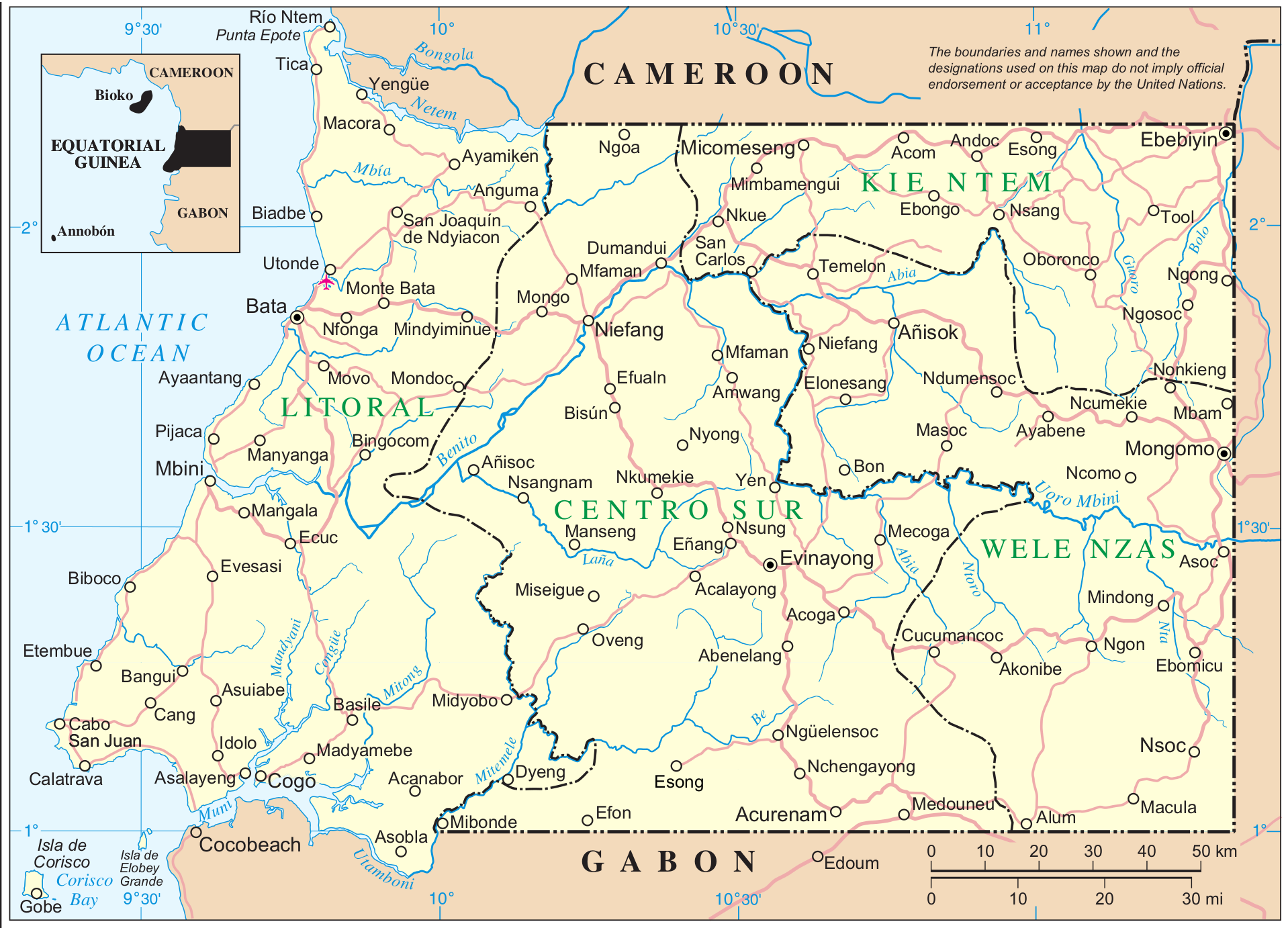
Mbini

Mbini (spanisch: Río Muni) bezeichnet den auf dem afrikanischen Festland gelegenen Teil Äquatorialguineas. Unter der Bezeichnung Región Continental stellt der Festlandteil gemeinsam mit küstennahen Inseln heute einen der beiden Landesteile Äquatorialguineas dar.

## Geografie
Mbini ist 26.017 km² groß und hatte 2015 etwa 885.000 Einwohner, die größtenteils dem Volk der Fang angehören. Es grenzt im Norden an Kamerun, im Süden und Osten an Gabun und im Westen an den Golf von Guinea. Es liegt etwa 2° nördlich des Äquators und hat daher tropisches Klima. Die Hauptstadt von Mbini ist Bata. Äquatorialguineas Hauptstadt liegt auf Bioko und heißt Malabo.
Die Küstenebene ist nur 20 km breit. Das Hinterland steigt auf 1000 m Höhe an. Das Gebiet wird vom Fluss Mbini von Ost nach West durchflossen.

## Geschichte
Dieses Gebiet wurde Ende des 15. Jahrhunderts vom Königreich Portugal beansprucht und 1778 an Spanien abgetreten. Das Binnenland wurde erst um 1900 kolonisiert. Im Ersten Weltkrieg ließ sich die deutsche Schutztruppe für Kamerun 1916 in Río Muni internieren, um nicht vor den Alliierten der Triple Entente kapitulieren zu müssen. Zu den Internierten gehörten der Tropenmediziner Heinrich Werner, Paul Eltester und der Architekt Roderich Fick.
1960 wurde das Territorium in zwei spanische Provinzen gegliedert, die 1963 wieder vereinigt wurden. Am 12. Oktober 1968 entstand die unabhängige Republik Äquatorialguinea. Ihr erster Präsident war Francisco Macías Nguema.